# Renée Conan
Pour les articles homonymes, voir Conan.
Renée Conan, née le 11 février 1938 à Lorient (Morbihan) et morte le 2 juillet 1992 à Ploemeur (Morbihan), est une femme politique écologiste française.

## Biographie
Fille d'un cafetier engagé dans les FFI pendant la Seconde guerre mondiale, Renée Conan est enseignante, militante féministe, militante anticolonialiste. Membre du PCF  et de la CGT dans sa jeunesse avant de se dire anarchiste et libertaire à la suite d'une rencontre avec Dany Cohn-Bendit après mai 1968. Elle découvre ensuite l'écologie et adhère aux Amis de la Terre dès le début des années 1970.
En 1980, Renée Conan et Annie Laurent vont à la rencontre des femmes qui se mobilisent dans la lutte antinucléaire de Plogoff. Elles publient un livre Femmes de Plogoff.
En juin 1981, elle participe à la création de Radio Méduse, une radio associative à Lorient, elle y sera présidente jusqu'en 1986.
Elle fait partie des membres fondateurs de la Fédération écologiste de Bretagne en 1982 dont elle devient présidente. En 1984, elle est membre fondatrice des Verts.
Renée Conan se présente en tête de la liste d'union Verts-UDB à Lorient pour les élections municipales de 1989. Au premier tour, la liste qui porte le nom d'Oriant Écologie obtient 15,11% des suffrages et se maintient face à la liste de Jean-Yves Le Drian. Au second tour, la liste obtient 20,44% des voix (soit 5 sièges) et Renée Conan est ainsi élue conseillère municipale d'opposition.
Elle est 14e sur la liste des Verts aux élections européennes de 1989. La liste obtient 9 élus mais grâce à l'application du tourniquet pratiqué par les Verts (démission des élus à mi-mandat pour permettre au suivants de liste de siéger), elle devient membre du Parlement  européen le 11 décembre 1991. Elle se spécialise sur les problèmes de pêche, d'agriculture et de développement rural.
Renée Conan est décédée subitement le 2 juillet 1992 des suites d'une intervention chirurgicale, à l'âge de cinquante-quatre ans à Lorient.
Elle adorait les cerisiers du japon et les magnolias en fleurs.

## Détail des fonctions et des mandats
Mandat parlementaire
- 11 décembre 1991 - 2 juillet 1992 : Députée européenne

Mandat municipal
- 19 mars 1989 - 2 juillet 1992 : Conseillère municipale de Lorient

## Rue à son nom
-Depuis 2002, il existe une "rue Renée Conan" à Lorient dans quartier de Kerfichant.
-La promenade Renée Conan existe à Rennes. Elle est parallèle au Mail Mitterrand. Appellation votée par le conseil municipal en 2014, il restait les plaques de rues à poser, ce qui sera fait le 22/06/2024 à 14h.